# Шато Мон Боньор
Шато Мон Боньор или Червените кули (на гръцки: Πύργος της Ευτυχίας μου, Κόκκινοι Πύργοι; на френски: Chateau Mon Bonheur) е историческа постройка в град Солун, Гърция.

## Местоположение
Сградата е разположена в южния квартал Пиргите, на булевард „Василиса Олга“ № 110.

## История
Издигната е в 1890 година срещу църквата „Възнесение Господне“, на парцел срещу морето за Димитрис Цакирдекис по план на архитекта Фредерик Шарно и е построена като лятна резиденция на оригиналните собственици. По-късно в него се помещава семейство Диран Абдула, а след това става собственост на Димитрис Йоанидис, използвано е като интернат на училище „Схинас“, а след това от скаутския корпус.
Сградата е обявена за защитена сграда с министерско решение от 1984 година.

## Архитектура
В архитектурно отношение е еклектична сграда със силни средновековни елементи и характерните венециански бойници. В първоначалната конструкция има две сгради - къщата на собственика и кафене с маси край морето. Според Ефорията за съвременните паметници основната сграда е получила последващи допълнения, но е възможно тя да бъде възстановена в първоначалния си вид. Втората сграда е запазена само като основи.
- Османска пощенска картичка с Шато Мон Боньор
- Османска пощенска картичка с Шато Мон Боньор